# Masculin Féminin
Masculin, Féminin (br: Masculino, Feminino/pt: Masculino Feminino) é um filme de drama romântico franco-sueco de 1966, dirigido por Jean-Luc Godard baseado nos romances La Femme de Paul e Le Signe, de Guy de Maupassant.
Assim como os outros filmes do diretor, o filme usa de uma estrutura não muito linear e com diálogos característicos dele, é um dos filmes que marca a saída de seu cinema da Nouvelle Vague para um cinema mais político, que seria mais notado em filmes como Made in U.S.A (1966) e Week-End (1967).
Masculin Féminin é um filme notável dentro do período cinematográfico de Godard na Década de 1960 e é considerado pelos críticos como representativo da França e Paris dos anos 60. Feito dois anos antes dos movimentos de maio de 1968, o filme explora a sexualidade na juventude e as transformações pelas quais a França (e o mundo) estavam passando.
O filme contém referências a vários ícones da cultura pop e figuras políticas da época, como Charles de Gaulle, André Malraux, James Bond e Bob Dylan, e também conta com uma participação de Brigitte Bardot, que interpreta ela mesma. A trama segue as técnicas e narrativas não lineares cinematográficas de Godard. Às vezes, a história principal é interrompida por várias seqüências e sub-tramas.

## Sinopse
A história gira em torno de Paul (Jean-Pierre Léaud) que, após abandonar o serviço militar francês, vira um militante contra a Guerra do Vietnã. Ele está interessado em Madeleine (Chantal Goya), que tenta uma carreira como cantora pop.

## Elenco
- Jean-Pierre Léaud: Paul
- Chantal Goya: Madeleine Zimmer
- Marlène Jobert: Elisabeth Choquet
- Michel Debord: Robert Packard (o jornalista)
- Catherine-Isabelle Duport: Catherine-Isabelle
- Brigitte Bardot: interpreta ela mesma
- Antoine Bourseiller: interpreta ela mesma
- Françoise Hardy: A esposa do secretário americano